# 금소대하2
금소대하2 (중국어 정체자: 金宵大廈2, 광둥어: Gam1 siu1 daai6 haa6 ji6, 영어: Barrack O'Karma 1968)은 香港 TVB의 드라마이다.

## 배역표
- 이시화(李施嬅) - 엘라/리디아/정신과 의사(精神科醫師)
- 진산총(陳山聰) - 모리츠/조이/정신과 환자(精神科患者)
- 장언박(張彦博) - 람
- 조희락(趙希洛) - 제시 위엔

## 제작진
- 감독 (監製)：엽진휘 (葉鎮輝)
- 연출 (編導)：전영지(錢穎芝)、하문의(何文薏)
- 극본 (編劇)：나패청(羅佩清)、대덕광(戴德廣)、부옥성(傅玉成)、구옥한(歐玉嫻)、여가관(余家冠)
- 편집 (編審)：나패청(羅佩清)